# فرودگاه شهری ویچیتا فالز
فرودگاه شهری ویچیتا فالز (به انگلیسی: Wichita Falls Municipal Airport) (به زبان بومی: Sheppard Air Force Base) یک فرودگاه نظامی / همگانی ۵۳۸۲۹ با کد یاتا SPS است . این فرودگاه در شهر ویچیتا فالز، تگزاس کشور ایالات متحده آمریکا قرار دارد و در ارتفاع ۳۱۱ متری از سطح دریا واقع شده است.